# Michelangelo (planetka)
(3001) Michelangelo je malá planetka z hlavního pásu planetek, patřící do tzv. rodiny planetek Eos, která se nachází v vzdálenější části hlavního pásu. Objevil ji americký astronom Edward L. G. Bowell 24. ledna 1982 na Anderson Mesa Station, pracovišti patřícím k Lowellově observatoři v Arizoně. Planetka byla pojmenována po Michelangelu Buonarrotim, slavném italském renesančním umělci. Její průměr se odhaduje přibližně na 44 kilometrů.